# حيرام لويد
حيرام لويد هو سياسي أمريكي، ولد في 27 يونيو 1875، وتوفي في 10 سبتمبر 1942. نشط حزبياً في الحزب الجمهوري.